# Felsőtők
Felsőtők (Felsőtök, románul: Tiocu de Sus) falu Romániában, Erdélyben, Kolozs megyében.

## Fekvése
Szamosújvártól nyugatra, 31 kilométerre helyezkedik el, két főbb utcája a Tőki-patak és egy mellékpatakának folyását követi.

## Nevének eredete
Neve Kiss Lajos szerint a tő ('fatörzs') szó -k képzős alakjából keletkezhetett. Először 1280-ban superior Theuk, majd 1379-ben Felseutheuk alakban említették.

## Története
Dobokai várföld volt, később is Doboka vármegyéhez tartozott. Első említésekor Ipos fiai bírták, majd a 14–15. században a kecseti Tőkiek birtoka volt. A 17. századig magyar falu, román lakói a 18. század első felében költöztek be. A 17. század elején már református anyaegyház, Alsótők, később Magyarköblös filiákkal (ma Esztény filiája). 1700-ban tizenhárom jobbágy és egy szegény családfőt írtak össze benne. Református egyháza 1766-ban, Alsótökkel együtt 53 férfit és 43 asszonyt számlált. A 19. század elején nem volt nagyobb birtokosa, jobbágysága pedig – inscriptio alapján – mentesült a dézsma alól. 74 háza közül 1866-ban 24 volt nemesi, és a magyarokon kívül idetartozott néhány román család is. 1876-ban csatolták Szolnok-Doboka vármegyéhez. 1910 körül lakossága a páncélcsehi vásárokat látogatta. A magyarok táncrendje a következő volt: magyar, csárdás, esetleg a végén ismét magyar, ritkán keringő és polka. A románoké: magyar (joc ungurește), lassú csárdás vagy de-a-lungu, de-a-nvârtita, gyors csárdás, ritkán keringő és polka.
1880-ban 505 lakosából 344 volt román és 134 magyar anyanyelvű; 350 görögkatolikus, 108 református, 30 római katolikus és 12 zsidó.
2002-ben 133 lakosából 102 volt román és 31 magyar nemzetiségű; 99 ortodox és 26 református.

## Látnivalók
- Dombra épült református temploma értékes, román kori részletekkel büszkélkedik. Eredeti alakjában valószínűleg a 13. század második felében épült. A szentélyt tartó négy gyámkőből három szakállas–bajuszos férfifejet formáz, ezek az esztergomi királyi kápolna hasonló fejeivel mutatnak rokonságot. A boltozat záróköve Krisztus-arcot ábrázol. A szentély déli ablaka kora gótikus, mérműves. Hajója 1869-ben kapta mai mennyezetét, majd 1907-ben átépítették.